# Klinoptylolit
Klinoptylolit (klinoptilolit) – minerał z gromady krzemianów, zaliczany do grupy zeolitów. Odmiana heulandytu. Należy do grupy minerałów rzadkich.
Nazwa pochodzi od gr. klinos = ukośny (nachylony); ptylon = pióro; lithos = kamień (skała).

## Właściwości
Występuje w formie skupień ziarnistych, ziemistych, łuskowych, włóknistych. Zazwyczaj wykształca drobne kryształy o pokroju tabliczkowym i płytkowym. Jest kruchy i przezroczysty.

## Występowanie
Tworzy się w wyniku działalności utworów hydrotermalnych i na skutek przeobrażenia szkliwa, tufów, i pyłów wulkanicznych. Niekiedy można go znaleźć w skałach osadowych – jest składnikiem bentonitów, niektórych iłowców. Współwystępuje z montmorillonitem.
Miejsca występowania: Węgry, Iran, USA, Australia, Nowa Zelandia, Polska.
W Polsce występuje na fliszu karpackim w okolicach Rzeszowa.

## Zastosowanie
- Wykorzystywany w procesach odnowy wody[2].
- Bywa używany jako nawóz i dodatek do pasz.